# Mauzoleum generała Józefa Bema
Mauzoleum generała Józefa Bema – grobowiec zlokalizowany w Parku Strzeleckim w Tarnowie.

## Historia
Józef Bem po śmierci w 1850 spoczął w Aleppo w Turcji (obecnie w Syrii) na muzułmańskim cmentarzu wojskowym Dżebel el Isam. W 1926 zawiązano „Komitet dla sprowadzenia zwłok gen. J. Bema”. Komitet uzyskał poparcie m.in. prezydenta Polski Ignacego Mościckiego oraz marszałka Józefa Piłsudskiego.
Adolf Szyszko-Bohusz jako lokalizację mauzoleum wybrał klomb w Parku Strzeleckim. Podczas obrad Rady Miasta Tarnowa w styczniu 1928 roku część radnych sprzeciwiła się tej lokalizacji. Postanowiono wysłać delegację do autora projektu Adolfa Szyszko-Bohusza w skład której weszli: burmistrz Julian Kryplewski, wiceburmistrz Herman Mütz, radca Józef Jakubowski i dyrektor budownictwa miejskiego Witold Gizbert-Studnicki w celu wyboru innego miejsca pod budowę mauzoleum. Ostatecznie przewodniczący Komitetu podpisał umowę z Szyszko-Bohuszem na budowę mauzoleum na wyspie znajdującej się na stawie. W lutym 1928 roku rozpoczęto prace przy budowie. Najpierw ścięto drzewa rosnące na wysepce i zniwelowano teren. Konstrukcja z żelazobetonu została wylana już w kwietniu. Szyszko-Bohusz projekt mauzoleum przygotował bezpłatnie, co znacznie obniżyło koszty jego wzniesienia
Pochówek na cmentarzu katolickim nie był możliwy z uwagi na przejście Bema na islam. Prostokątny sarkofag wznosi się na sześciu korynckich kolumnach otoczonych kulami, nawiązującymi do macierzystego rodzaju broni generała, artylerii. Łączące je łańcuchy wykonano z brązu armatniego przekazanego przez Ministerstwo Spraw Wewnętrznych. Mają one 150 ogniw. Każde waży 6 kilogramów. Na dłuższych bocznych ścianach sarkofagu widnieją napisy: w języku polskim – Iózef Bem (pisane przez I, a nie J, bo tak w XIX wieku zapisywano imię Bema), w języku węgierskim – Bem Apó, a Magyar szabadságharc legnagyobb hadvezére 1848–1849 (Ojczulek Bem, największy wódz walki wolnościowej Węgier 1848–1849), od strony wschodniej w języku tureckim, pismem arabskim – Ferik Murad Pasza oraz daty – 1794 (narodzin), 1850 (śmierci), 1929 (powrotu zwłok do kraju). W czerwcu 1928 roku podczas wizyty Szyszko-Bochusza w Tarnowie podjęto decyzję o doprowadzeniu wody do stawu otaczającego mauzoleum ze zbiornika wodociągowego w Krzyżu. Koszt robót wyniósł 10 tysięcy złotych. W lipcu 1928 roku mauzoleum było ukończone, brakowało tylko łańcuchów, które były odlewane w Krakowie.
Ekshumacji w Aleppo w Syrii z pierwotnego miejsca pochówku dokonano 20 czerwca 1929. Trumna, zanim dotarła do Tarnowa, została wystawiona na widok publiczny w Muzeum Narodowym w Budapeszcie, a następne na Wawelu w Krakowie. Uroczystości pogrzebowe generała Józefa Bema w Tarnowie odbyły się 30 czerwca 1929. Kolejnego dnia trumna po przeniesieniu do budynku Towarzystwa Strzeleckiego została komisyjnie otwarta, a badania antropologiczne przeprowadził profesor UJ Talko-Hryncewicz. Czaszka była zbyt krucha, aby Stanisław Popławski mógł sporządzić odlew gipsowy. 6 lipca rano trumnę po wybudowaniu specjalnego rusztowania wyciągnięto dźwigami do wierzchołka mauzoleum i złożono w sarkofagu, a boczną ściankę zamurowano.